# 天魔：惡之初
《天魔：惡之初》（英語：The First Omen）是一部2024年美國超自然恐怖片，由阿卡夏·史蒂文森執導（長片導演處女作），史蒂文森、提姆·史密斯（Tim Smith）和凱思·湯瑪斯根據班·雅各比（Ben Jacoby）發想的故事編寫劇本，主演陣容包括妮兒·泰格·弗里、陶費克·巴爾宏、索尼娅·布拉加、拉爾夫·尹愛森與比爾·奈伊。本片為1976年電影《天魔》的前傳，也是《凶兆》系列的第六部电影；講述一名美國女子被派往羅馬的一座教堂工作，意外揭露了一樁導致反基督惡魔轉世的險惡陰謀。
《天魔：惡之初》2024年4月5日在美國上映。

## 演員
- 妮兒·泰格·弗里（英语：Nell Tiger Free）飾演瑪格麗特·戴諾（Margaret Daino）[6]
- 陶費克·巴爾宏（英语：Tawfeek Barhom）飾演蓋布瑞神父（Father Gabriel）[5]
- 索尼娅·布拉加飾演席薇亞修女（Sister Silvia）[6]
- 拉爾夫·尹愛森飾演布倫南神父（Father Brennan）[6]
- 比爾·奈伊飾演勞倫斯樞機（Cardinal Lawrence）[6]
- 妮可·索拉斯（Nicole Sorace）飾演卡麗塔·史基安娜（Carlita Skianna）[7]

## 製作
據2016年4月的報導，1976年電影《天魔》的前傳宣布正在開發中，班·雅各比（Ben Jacoby）負責編劇，安東尼奧·坎波斯正與片商洽談執導。2022年5月，電影由二十世紀影業獲得版權，阿卡夏·史蒂文森以新銳導演的身份執導本片，成為她的長片導演處女作。幻四影業（Phantom Four）的大衛·S·高耶和凱思·萊文（Keith Levine）擔任電影的監製，提姆·史密斯（Tim Smith）擔任執行製片人及編劇。妮兒·泰格·弗里於2022年8月下旬簽約參演。電影的主要拍攝於2023年1月完成。

## 發行
《天魔：惡之初》由二十世紀影業定檔2024年4月5日在美國院線上映。

## 外部連結
- 互联网电影数据库（IMDb）上《天魔：惡之初》的资料（英文）